# Bitwa o wzgórza Seelow
Bitwa o wzgórza Seelow – część operacji berlińskiej (16 kwietnia – 2 maja 1945 roku), jeden z ostatnich szturmów na duże niemieckie stanowiska obronne w II wojnie światowej. Bitwa stoczona w dniach od 16 do 19 kwietnia 1945 roku. Blisko milion żołnierzy radzieckich z 1 Frontu Białoruskiego (w tym 78 550 Polaków z 1 Armii Wojska Polskiego) pod dowództwem Gieorgija Żukowa atakowało pozycję znaną jako „brama do Berlina”. Po stronie niemieckiej walczyło około 91 000 niemieckich żołnierzy z 9 Armii dowodzonej przez Theodora Bussego, wchodzącej w skład Grupy Armii „Wisła”.
Bitwa o wzgórza Seelow często jest włączana do bitwy o Odrę i Nysę, jednak w okolicach wzgórz Seelow (był to jeden z punktów przeprawowych wzdłuż Odry i Nysy, gdzie przeprowadzony był radziecki desant) toczono najwięcej zaciekłych walk w czasie całej przeprawy przez Odrę i Nysę Łużycką, dlatego uważa się ją za oddzielną bitwę. Bitwa nad Odrą i Nysą była pierwszym etapem, który rozpoczął bitwę o Berlin, jej rezultatami były okrążenie zgrupowania frankfurcko-gubińskiego i bitwa pod Halbe.

## Przed bitwą

### Sytuacja na froncie
9 kwietnia 1945 roku Armia Czerwona zdobyła Królewiec. Sukces ten umożliwił 2 Frontowi Białoruskiemu marsz. Konstantego Rokossowskiego przesunięcie się na zachód, na linię Odry. W pierwszych dwóch tygodniach kwietnia Sowieci przeprowadzili najszybsze podczas wojny przerzucenie frontu. 2 Front Białoruski wsparł 1 Front Białoruski, prąc naprzód do brzegów Odry, od Schwedt do Morza Bałtyckiego. Pozwoliło to 1 Frontowi Białoruskiemu koncentrować się w południowej części swojego dawnego rejonu walk, naprzeciw wzgórz Seelow. Na południu 1 Front Ukraiński marsz. Iwana Koniewa rozmieścił główne siły od Górnego Śląska do północno-zachodniej Nysy. Trzy radzieckie fronty liczyły razem 2,5 miliona żołnierzy, 6250 czołgów i dział samobieżnych, 7500 samolotów, 41 600 dział, 3255 katiuszy i 95 383 pojazdy mechaniczne.

### Sytuacja radziecka
1 Front Białoruski dysponował 9 regularnymi i 2 armiami pancernymi składającymi się z 77 dywizji strzelców, 2 kawalerii, 5 pancernych, 2 korpusów zmechanizowanych, 8 artylerii, jednej dywizji moździerzy i wielu brygad artylerii i wyrzutni rakiet. Front w okolicach wzgórz Seelow dysponował: 3155 czołgami i działami samobieżnymi oraz 16 159 działami i moździerzami. 8 z 11 armii zostało wysłanych desantem za Odrę. Na północy 61 Armia i 1 Armia Wojska Polskiego utrzymały linię rzeki od Schwedt do Kanału Finow. Na przyczółku zdobytym przy Kostrzynie, 47 Armia, 3 i 5 Armia Uderzeniowa oraz 8 Armia Gwardii były przygotowywane do ataku. 69 i 33 Armia przekroczyły południową część rzeki do Guben. 2 Gwardyjska Armia Pancerna, 3 Armia i 1 Gwardyjska Armia Pancerna stanowiły rezerwę. 5 Armia Uderzeniowa i 8 Gwardyjska Armia znajdowały się naprzeciwko najmocniejszej części obrony, gdzie autostrada do Berlina przechodziła przez wzgórza.

### Sytuacja niemiecka
9 Armia niemiecka utrzymywała linię od kanału Finow do Guben, który obejmował wzgórza Seelow. Na utrzymywanej linii Niemcy mieli 14 dywizji. Wzgórza Seelow zamienione zostały w twierdzę dysponującą: 587 czołgami (512 sprawnych, 55 w naprawie i 20 w transporcie) i 2625 działami (w tym 695 przeciwlotniczych). Na południu front został zatrzymany przez 4 Armię Pancerną, zatrzymując 1 Front Ukraiński. Tymczasem 20 marca na stanowisku dowódcy Grupy Armii „Wisła” Himmlera zastąpił generał Gotthard Heinrici. Heinrici, uznawany za jednego z lepszych taktyków obronnych w niemieckiej armii, poprawnie przewidział, że główne radzieckie uderzenie zostanie przeprowadzone nad Odrą, wzdłuż autostrady prowadzącej z zachodu na wschód – przy wzgórzach Seelow. Zdecydował się bronić brzegu rzeki, staczając tylko lekką potyczkę w celu ukrycia swoich prawdziwych zamiarów. Następnie umocnił wzgórza Seelow w miejscu, gdzie przechodzi przez nie autostrada. Zmniejszył stan osobowy na linii obrony w innych obszarach, wysyłając więcej wojska na wzgórza Seelow. Teren zalewowy Odry był wilgotny przez wiosenną odwilż; niemieccy inżynierowie spuścili wodę ze zbiornika w górze rzeki, zamieniając równinę w bagno. Z tych względów Niemcy zdecydowali się zbudować trzy linie obrony przed Berlinem; ostatni pas obrony nazywał się linią Wotana, leżał ok. 15–25 km za frontem. Linie te składały się z przeciwczołgowych rowów, stanowisk dział przeciwpancernych, rozległej sieci okopów i bunkrów.

## Bitwa

### 16 kwietnia

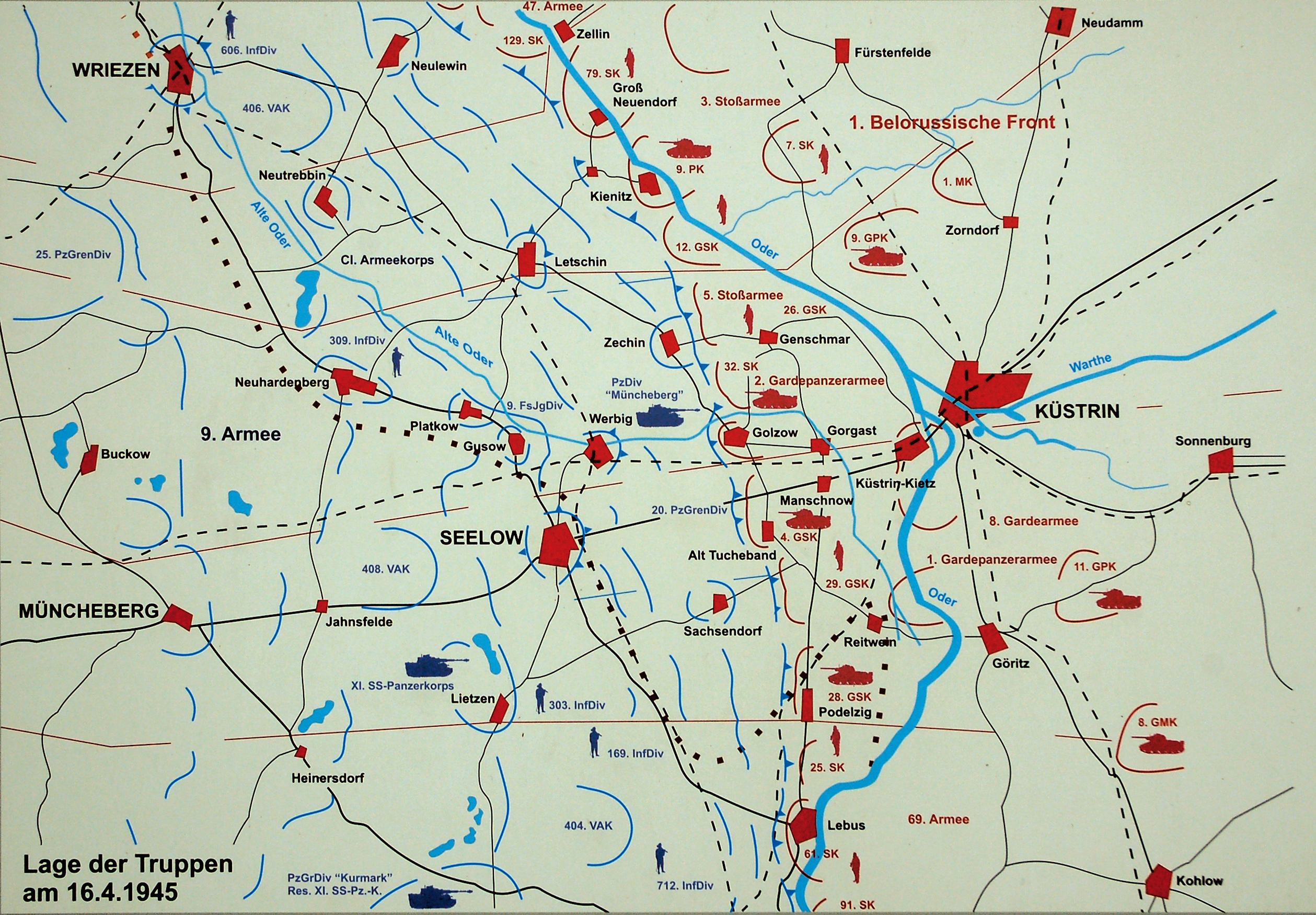
Położenie wojsk w dniu 16.04.1945 r. w okolicach Wzgórz Seelow

Przed rozpoczęciem ofensywy Żukow przeniósł się do sztabu Czujkowa w Reitwein, w celu dokładniejszego nadzorowania ofensywy.
Ofensywa rozpoczęła się 16 kwietnia nad ranem od masowego ostrzału niemieckich pozycji z dział i katiusz, który prowadzono od godziny 3 do 5. Było to największe przygotowanie artyleryjskie w historii wojny, do którego wykorzystano około 8900 dział i katiusz. Przed świtem armia Żukowa zaatakowała zachodni brzeg Odry, równocześnie 1 Front Ukraiński uderzył w nabrzeże Nysy. Działania 1 Frontu Białoruskiego wspierały 16. i 18 Armia Lotnicza. 16 kwietnia siły powietrzne ZSRR wykonały około 6500 lotów. Front Żukowa, dysponujący większą siłą ognia od frontu Koniewa, został skierowany do rozbicia większości niemieckich sił.
Początkowo uderzenie 1 Frontu Białoruskiego zmieniło się w katastrofę. Po zakończeniu ostrzału artyleryjskiego Sowieci włączyli 143 reflektory, które skierowali bezpośrednio na pozycje niemieckie. Potencjalnie miały one wskazywać i oślepić Niemców, jednak ich efekt był odwrotny: szturmujący żołnierze radzieccy na tle światła byli doskonałymi celami. Heinrici i Busse przewidzieli atak i już wcześniej wycofali obrońców z pierwszej linii okopów. Ciężką przeszkodą dla wojsk radzieckich było sztuczne bagno. Gdy wojska radzieckie dotarły do drugiej linii obrony, Niemcy wykonali kontruderzenie ogniem zaporowym. Dzięki temu manewrowi armia sowiecka poniosła ciężkie straty; uderzenie radzieckie zostało zatrzymane. Marszałek Żukow w celu wzmocnienia uderzenia wysłał 1. i 2 Armię Pancerną Gwardii. Wczesnym wieczorem pomiędzy godz. 16 a 18 odnotowano postęp (77 Korpus Armijny wraz z 3 Armią Uderzeniową nieoczekiwanie posunęły się 8 kilometrów naprzód), ale druga linia obrony została nienaruszona. 16 kwietnia 61 Armia prowadziła jedynie działania rozpoznawcze, a 47 Armia osłaniała lewą flankę 1 Armii WP. Żukow był zmuszony do złożenia raportu, że jego bitwa nie szła zgodnie z planem. Na południu atak 1 Frontu Ukraińskiego Koniewa odbywał się zgodnie z planem. Stalin, chcąc zachęcić Żukowa, powiedział mu, że pozwolił Koniewowi pokierować swoją armię pancerną na północ, w kierunku Berlina.

### 17 kwietnia
Drugiego dnia wojsko dowodzone przez Żukowa posuwało się zgodnie z początkowym planem. Nad ranem 800 samolotów z 18 Armii Lotniczej zaatakowało niemieckie pozycje. Natychmiast po zakończeniu ataku lotniczego rozpoczęto ostrzał artyleryjski, który trwał do 8:30. Przed zmrokiem 17 kwietnia 5 Armia Uderzeniowa i 2 Armia Panc. Gw. przełamały drugą linię obrony (Stein Stellung). Prawą flankę rozbił 4 Korpus Armijny Gwardii z 8 Armii Gw. z pomocą 11 Korpusu Pancernego Gwardii z 1 Armii Panc Gw. Sukcesem towarzyszy cieszyły się 47. i 3 Armia Uderzeniowa, które dzięki zniszczeniu drugiej linii obrony posunęły się 4-8 kilometrów do przodu.
17 kwietnia Luftwaffe dostała rozkaz zniszczenia 32 mostów zbudowanych przez sowieckich inżynierów, były one jednak skutecznie bronione przez artylerię przeciwlotniczą. Niektórzy piloci Rzeszy w celu osiągnięcia wyznaczonego celu wykonywali ataki samobójcze, jednak większość ataków była niecelna lub tylko nieznacznie uszkadzała mosty, nie spowalniając szybkiej przeprawy kolejnych oddziałów radzieckich przez Odrę.

### 18 kwietnia
Na południu front Koniewa odepchnął 4 Armię Panc, lewe skrzydło Grupy Armii „Środek” zostało wycofane przez Ferdinanda Schörnera. Schörner trzymał swoje dwie rezerwowe dywizje pancerne na południu osłaniając środek, zamiast wykorzystać je do pomocy 4 Armii Panc. Był to punkt zwrotny w bitwie, ponieważ pozycje zarówno Grupy Armii „Wisła”, jak i Grupy Armii „Środek”, stawały się nie do obrony. Gdyby 4 Armia Panc. nie cofnęła się z pozycji, zostałaby okrążona. 18 kwietnia osiągnięty sukces 5 Armii Uderzeniowej i 8 Armii Gw. był kontynuowany przez główną grupę uderzeniową. 61 Armia walczyła o Neuenhagen i Gabow. Wzgórza Seelow zostały ominięte od północy (47 Armia opanowała większość Wriezen), podczas tego manewru armia radziecka napotkała kontrataki niemieckich rezerw (11 DGPanc. SS „Nordland” i 23 DGPanc. SS „Nederland”). Przed zmierzchem postęp na prawej flance wynosił 3-5 kilometrów, a postęp na środku od 3 do 8 kilometrów i tym samym 1 Front Białoruski osiągnął trzecią i ostatnią linię obrony.

### 19 kwietnia
W czwartym dniu bitwy front Żukowa przedarł się przez ostatnią linię obrony wzgórz Seelow, ale nie rozbił wojsk niemieckich między Seelow a Berlinem. Resztki 9 Armii i 4 Armii Pancernej zostały rozdzielone na trzy części: część północną (CI Korpus Armijny), część środkową (LVI Korpus Pancerny) i część południową (XI Korpus SS, V Korpus Górski SS, V Korpus Armijny). Zgrupowanie frankfurcko-gubińskie zostało okrążone przez 1 Front Białoruski i część 1 Frontu Ukraińskiego, który skręcił i przedarł się na północ. Reszta armii frontu Koniewa przemieszczała się na zachód w kierunku wojsk amerykańskich. Przed końcem 19 kwietnia niemiecka wschodnia linia frontu przestała istnieć. Wojska niemieckie w rejonach, w których jeszcze stacjonowały, stawiały już niewielki opór.

## Działania bojowe 1 Armii WP
16 kwietnia:

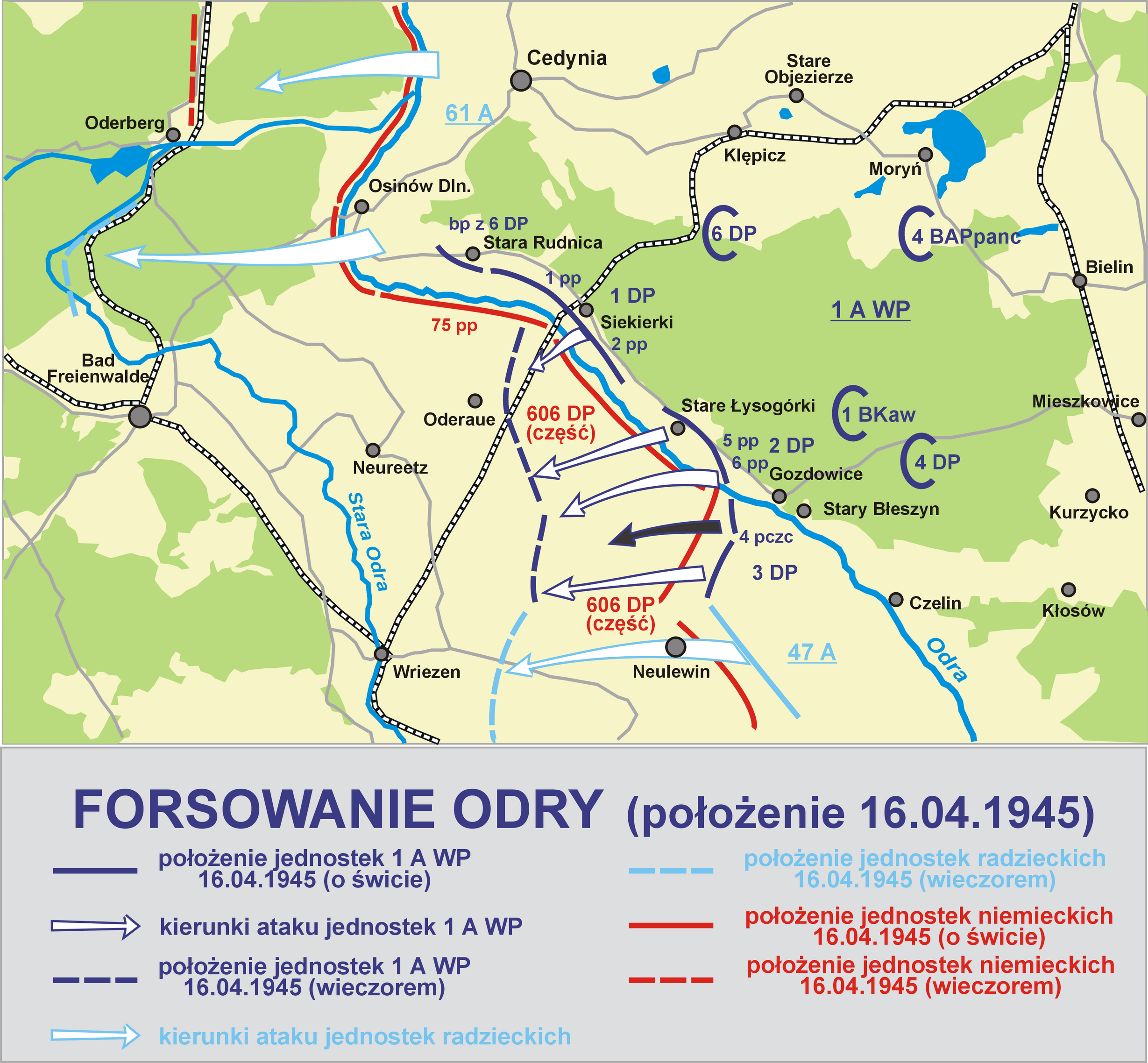
Forsowanie Odry przez 1 Armię WP

1 Armia WP sforsowała Odrę pod Siekierkami i Gozdowicami. Miała przed sobą 606 Dywizję Piechoty. Polska artyleria przeciwlotnicza zestrzeliła 4 samoloty niemieckie. 1., 2., 3. i 6. DP zdobyły przyczółek o kształcie trójkąta o wymiarach 9 kilometrów szerokości i 7 kilometrów głębokości.
17 kwietnia:
1 Armia WP uderzyła z przyczółka czterema dywizjami. Zdołała przesunąć front o 4-6 kilometrów.
18 kwietnia:
1 Armia WP przełamała trzeci pas obrony Berlina, ale próba sforsowania Starej Odry (niem. Alte Oder) nie powiodła się.
19 kwietnia:
1 Armia WP po zaciętych walkach sforsowała Starą Odrę i zajęła Neugaul. Armia zajęła obszar o szerokości 4 kilometrów i głębokości 3 kilometrów. Polscy piloci zestrzelili tego dnia 4 niemieckie samoloty. Artyleria przeciwlotnicza 1 AWP strąciła kolejne 4 samoloty niemieckie

## Skutki bitwy
Pozycje obronne na wzgórzach Seelow były ostatnią główną linią obrony przed Berlinem. Generał Heinrici powiedział przed bitwą, że bez posiłków (których nie otrzymał) wzgórza Seelow mogą być utrzymane tylko przez trzy lub cztery dni. 19 kwietnia, po czterech dniach walk, droga do Berlina (90 kilometrów na zachód) została otwarta. 23 kwietnia Berlin został całkowicie okrążony i bitwa o Berlin weszła w ostatni etap. W ciągu dwóch tygodni Hitler popełnił samobójstwo i wojna w Europie zakończyła się.
Po wojnie krytycy Żukowa twierdzili, że powinien był zatrzymać atak 1 Frontu Białoruskiego w linii prostej do Berlina i przenieść uderzenie na 1 Front Ukraiński nad Nysę. Manewr ten ominąłby silne niemieckie stanowiska obronne przy wzgórzach Seelow, 1 Front Białoruski uniknąłby wielu ofiar i opóźnienie w operacji berlińskiej byłoby mniejsze. Jednak front Żukowa był rozciągnięty na bardzo małej linii i taki manewr mógł nie być możliwy. Inni dowódcy frontów mogli sobie pozwolić na omijanie głównych pozycji obronnych.

## Zestawienie sił

### III Rzesza

#### Oddziały9 Armiibiorące udział w walkach
Dowódcą 9 Armii był gen. piech. Theodor Busse
- CI Korpus Armijny (między innymi 606 Dywizja Piechoty i 309 Dywizja Piechoty) – do 18 kwietnia gen. art Wilhelm Berlin od 18 kwietnia gen. lejt Friedrich Sixt
- XI Korpus SS (między innymi 25 Dywizja Grenadierów Pancernych, Dywizja Grenadierów Pancernych „Kurmark”, 20 Dywizja Grenadierów Pancernych i 712 Dywizja Piechoty) – SS-Obergruppenführer Matthias Kleinheisterkamp

#### Oddziały3 Armii Pancernejbiorące udział w walkach
Dowódcą 3 Armii Pancernej był gen. wojsk panc. Hasso von Manteuffel
- III Korpus Pancerny SS (między innymi 11 DGPanc. SS „Nordland” i 23. DGPanc. SS „Nederland”) – SS-Brigadeführer Joachim Ziegler

#### Oddziały garnizonu berlińskiego biorące udział w walkach
- 169 Dywizja Piechoty – gen. lejtn Georg Radziej
- 9 Dywizja Strzelców Spadochronowych – gen. mjr Bruno Bräuer
- Dywizja Pancerna „Müncheberg” – gen. lejt rez. Werner Mummert

#### Oddziały nieprzydzielone do żadnej armii biorące udział w walkach
- 404 Ochotniczy Korpus Artylerii
- 406 Ochotniczy Korpus Artylerii
- 408 Ochotniczy Korpus Artylerii

### ZSRR

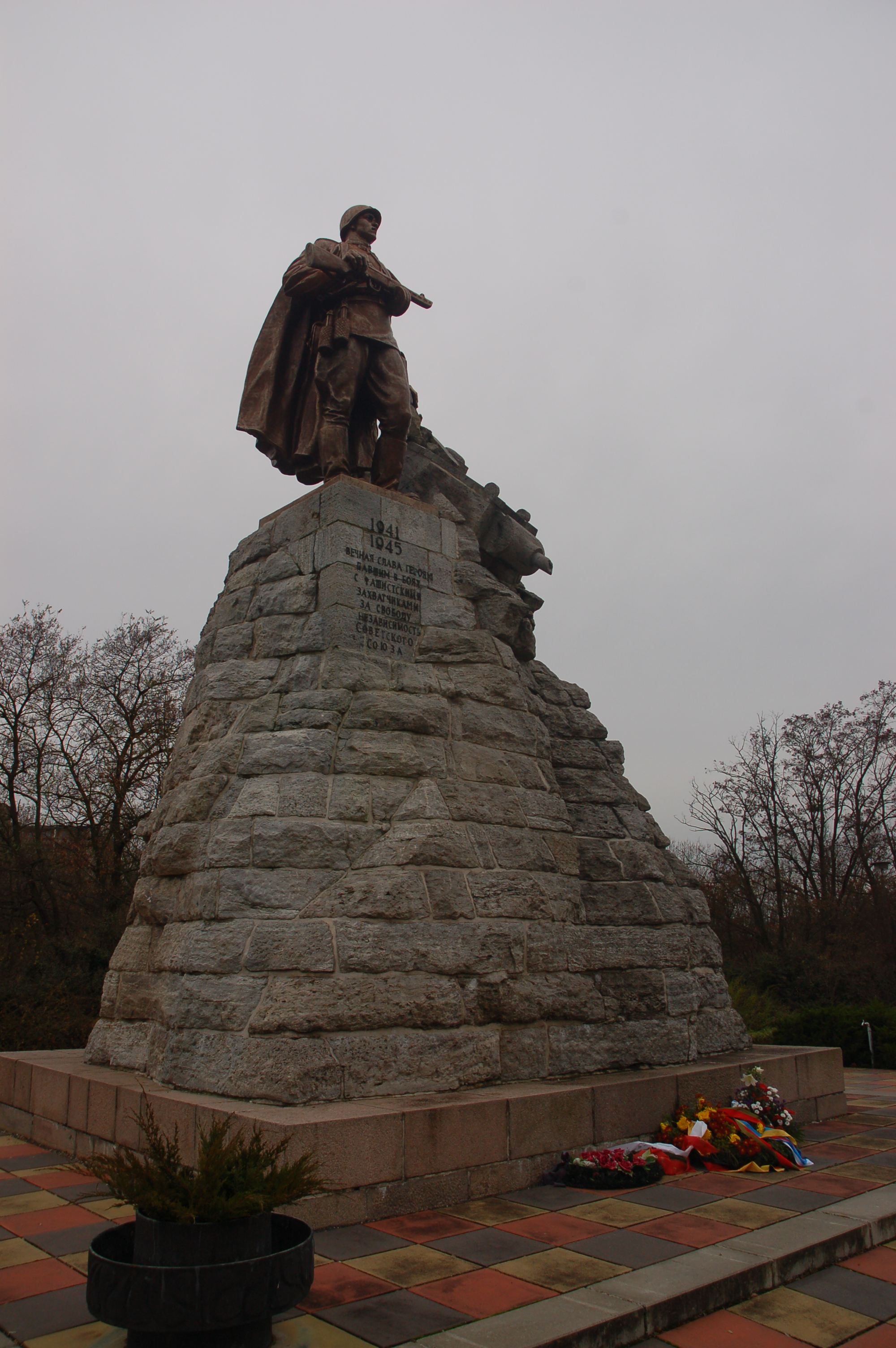
Górny poziom pomnika upamiętniającego bitwę o wzgórza Seelow

#### Oddziały 1 Frontu Białoruskiego biorące udział w walkach
Dowódcą 1 Frontu Białoruskiego był marszałek Związku Radzieckiego Gieorgij Żukow
- 61 Armia (między innymi 9 Korpus Armijny Gwardii) – gen. płk Paweł Biełow
- 1 Armia WP – gen. dyw Stanisław Popławski
- 47 Armia (między innymi 77 Korpus Armijny i 129 Korpus Armijny) – gen. lejt. Franc Pierchorowicz
- 3 Armia Uderzeniowa (między innymi 7 Korpus Armijny, 12 Gwardyjski Korpus Strzelecki i 79 Korpus Armijny) – gen. płk Wasilij Kuzniecow
- 5 Armia Uderzeniowa – gen. lejt Nikołaj Bierzarin
- 8 Armia Gwardii (między innymi 4 Korpus Armijny Gwardii, 28 Korpus Armijny Gwardii i 29 Korpus Armijny Gwardii) – gen. płk Wasilij Czujkow
- 33 Armia – gen. płk Wiaczesław Cwietajew
- 69 Armia (między innymi 25 Korpus Armijny, 41 Korpus Armijny i 61 Korpus Armijny[20]) – gen. płk Władimir Kołpakczi
- 2 Armia Pancerna Gwardii – gen. płk Siemion Bogdanow
- 3 Armia – gen. płk Aleksandr Gorbatow
- 1 Armia Pancerna Gwardii (między innymi 11 Korpus Pancerny Gwardii) – gen. płk Michaił Katukow
- 16 Armia Lotnicza – gen. płk Siergiej Rudenko

#### Wojska lotnicze dalekiego zasięgu biorące udział w walkach
- 18 Armia Lotnicza – Główny Marszałek Lotnictwa ZSRR Aleksandr Gołowanow